# Maria Serena Palieri
Maria Serena Palieri (Roma, 6 aprile 1953 – Roma, 16 maggio 2023) è stata una giornalista e scrittrice italiana.

## Biografia
Maria Serena Palieri fu una giornalista e critica letteraria italiana, autrice e traduttrice di saggi dedicati alla narrativa italiana, alla storia delle donne e ad aspetti emergenti del panorama politico-sociale in Italia. Nata a Roma nel 1953, dopo gli studi in lettere e storia del teatro presso l'Università di Roma La Sapienza, lavorò per oltre trent'anni all’Unità, occupandosi di cultura e letteratura italiana ed estera. Inoltre, scrisse per numerose testate giornalistiche italiane, tra cui l'Espresso e Marie Claire. Fu autrice-conduttrice per Radio Due Rai. Con Lia Levi, Dina Lauricella, Paola Cioni e altre giornaliste e scrittrici italiane, fece parte del gruppo Controparola, costituitosi nel 1992 per iniziativa di Dacia Maraini.

## Opere principali
Con il sociologo Domenico De Masi, Maria Serena Palieri, realizzò i libri-intervista Ozio creativo (Rizzoli, 1995), tradotto all'estero in varie lingue, e Il mondo è giovane ancora. Conversazione sul futuro con Maria Serena Palieri (Rizzoli 2018). Fu autrice del saggio Amore è una parola (Iacobelli 2018), dedicato alla raffigurazione dell'amore nella letteratura contemporanea e Radio Cairo. L'avventurosa vita di Fausta Cialente in Egitto (Donzelli 2018), nel quale è ricostruita la vicenda biografica, umana e politica del soggiorno in Egitto di Fausta Cialente. Fu inoltre tra le autrici delle opere collettive Amorosi assassini (Laterza 2008), Donne del Risorgimento (2011), Donne nella Grande Guerra (2014), Donne della Repubblica (2016), Donne nel Sessantotto (2018), Donne al futuro (2021) per la casa editrice il Mulino. Per l'editore Le Lettere, tradusse dal francese il saggio di Anne Nivat La Casa alta. I suoi abitanti raccontano la Russia di ieri e di oggi (2004).